# ميس بونجي
ميس بونجي (الاسم العلمي:Celtis bungeana) هو نوع من النباتات يتبع جنس الميس من الفصيلة القنبية.

## مرادف
- ميس متعاكس (الاسم العلمي:Celtis amphibola)